# Sima Guang
Sima Guang (17 de novembro de 1019 - 11 de outubro de 1086), nome de cortesia Junshi, foi um historiador, político e escritor chinês. Ele era um oficial académico da dinastia Sung de alto escalão, autor do livro de história monumental Zizhi Tongjian.
Além das suas realizações como estadista e historiador, Sima Guang também foi um lexicógrafo (que talvez editou o Jiyun) e passou décadas a compilar o seu dicionário Leipian ("Capítulos Classificados", cf. o Yupian) de 1066. Era baseado no Shuowen Jiezi e incluía 31319 caracteres chineses, muitos dos quais foram cunhados nas dinastias Sung e Tang. Os seus Preceitos da Família de Sima Guang (司馬溫 公家 訓) também são amplamente conhecidos e estudados na China e no Japão.